# Ligue internationale des socialistes religieux
La Ligue internationale des socialistes religieux (ILRS) est une organisation-sœur de l'Internationale socialiste regroupant des partis ou des organisations de socialistes religieux de toute confession, même si pour l'instant il s'agit uniquement de chrétiens.

## Histoire
L'ILRS fut fondée en 1920, et resta durant une longue période une organisation purement européenne. Elle se situe dans la continuité de l'œuvre du théologien allemand Christoph Blumhardt et du suisse Leonhard Ragaz. 

## Organisations membres
- Allemagne : Bund der Religiösen Sozialistinnen und Sozialisten Deutschlands
- Australie : Ernest Burgmann Society
- Autriche : Arbeitsgemeinschaft Christentum und Sozialismus
- Costa Rica : Cristianos por la Liberacion
- États-Unis : Religion & Socialism Commission
- Finlande : Kristillisten Sosialidemokraattinen Liitto
- Grande-Bretagne : The Christian Socialist Movement
- Italie : Cristiano Sociali
- Pays-Bas : Trefpunt van Socialisme en Levensovertuiging
- République Dominicaine : Frente Nacional de Cultos
- Suède : Broderskapsrörelsen
- Suisse : Fédération romande des socialistes chrétiens, Religiös-Sozialistischen Vereinigung der Deutschschweiz